# Тургенево (усадьба)
Тургенево — частично сохранившаяся родовая усадьба Тургеневых на правом крутом берегу реки Снежедь в деревне Красное Тургенево (ранее село Тургенево) Чернского района Тульской области. Иван Сергеевич Тургенев часто бывал и жил в усадьбе, где им были написаны рассказы «Певцы», «Свидание» и начат рассказ «Бежин луг» из сборника «Записки охотника». Само место Бежин луг, которое описывал писатель, находится в нескольких километрах от усадьбы. К настоящему времени сохранился усадебный комплекс, включающий парк начала XIX века, церковь во имя Введения во храм Пресвятой Богородицы, здание бывшей бумажной фабрики, а также каретный сарай и домик дворовых. В 2014 году на базе усадьбы и прилегающих к нему территорий был открыт историко-культурный и природный музей-заповедник И. С. Тургенева «Бежин луг».

## История

### Ранние годы
История села Тургенево (ныне Красное Тургенево) берёт начало в XVII веке. В 1603 году земли данной местности были пожалованы Афанасию Казаринову царём Михаилом Фёдоровичем за многолетнюю службу и за участие в Московском осадном сидении. Находившееся там сельцо Везовна с двором помещика в 1627 году было приписано за Степаном Денисовым сыном Сухотиным. В 1661 году в Везовне числится уже усадьба Сухотиных, где проживали Степан Денисов и его сын Киприан Степанов (прапрадед Ивана Сергеевича Тургенева). Следующим владельцем сельца был его сын Михаил Киприанович Сухотин, который владел 204 крепостными крестьянами. Со временем сельцо Везовна росло, вырубался лес в её окраинах и увеличивались земли под пашнями и огородами. Сельцо стало именоваться селом Везовна, разделившимся между родственников Афанасия Сухотина, в котором появились несколько слобод: Везовна, Старая Везовна, Малая Везовна, Снежед тож и т. д.

### Усадьба при Тургеневых
Согласно межевым документам 1766 года село уже носит название Тургенево, которое ему было дано по имени помещика Алексея Романовича Тургенева. Помимо двух семей Тургеневых в усадабе в те годы жили две семьи Сухотиных, а также Оболенские и Молчановы. По межевому плану 1778 года село Тургенево, ранее именовавшееся также пустошь Лепеховская, относится к Мценскому стану Чернского уезда, и принадлежит вдовствующей действительной статской советницы Прасковьи Михайловны Тургеневой (Сухотиной). В последующие годы все прилегающие земли также перешли в её владение. В 1780 году в усадьбе вместе с матерью поселился Николай Алексеевич Тургенев, продав до этого все калужские поместья отца. В 1785 году Прасковья Михайловна начала строительство церкви Введения во храм Пресвятой Богородицы с приделами во имя праведной Параскевы и Николая Чудотворца, взамен страрой деревянной.

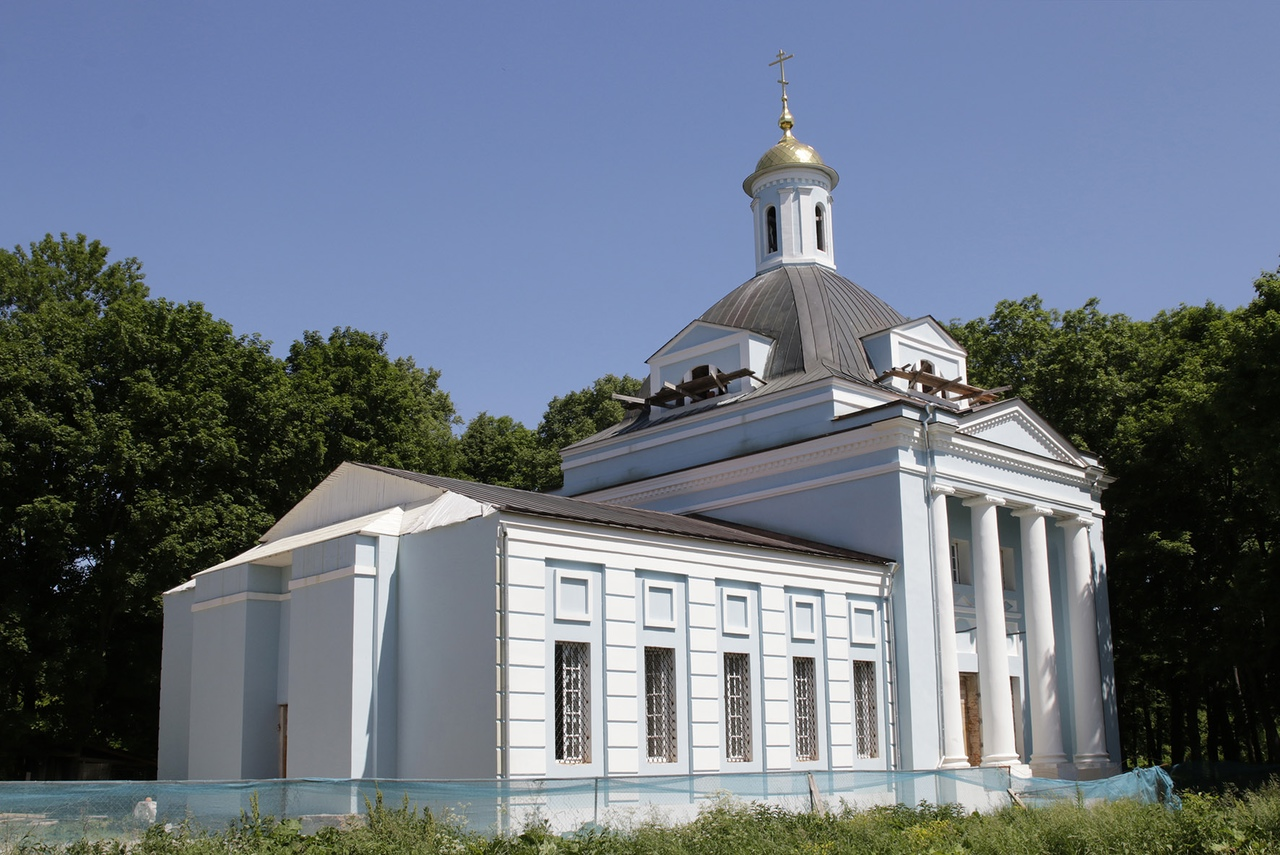
Введенская церковь

После смерти матери усадьбу унаследовал Николай Алексеевич, и выйдя в отставку в чине прапорщика занялся устройством имения. На правом пологом берегу реки Снежедь был возведён барский дом, который сначала не очень отличался от крестьянских домов, имея при этом соломенную крышу. Возле дома вскоре появились различные службы, амбары, скотные дворы, конюшни, помещения для барской обслуги. В 1806 году Николай Алексеевич завершил затянувшееся строительство Введенской церкви, потратив на это 15 тысяч рублей серебром. К тому мементу Тургеневы в усадьбе уже не жили и там числились только дворовые люди.
В 1821 году Николай Алексеевич Тургенев передал усадьбу в пользование своему сыну Сергею Николаевичу, после смерти которого Тургенево перешло к его вдове Варваре Петровне. В 1850 году помещица скончалась и её имущество разделили между двумя сыновьями — Иваном Сергевичем и Николаем Сергеевичем Тургеневыми. Усадьба в Тургенево было поделена между ними пополам, но Иван Сергеевич уступил брату свою половину села, где к тому моменту числилось 70 дворовых и 250 крестьян.
Николай Сергеевич утвердил новым управляющим своего родственника Порфирия Константиновича Маляревского, который организовал хозяйство так, что оно стало приносить значительную прибыль. В имении организовали разведение элитного племенного скота, племенные бычки которого пользовались спросом и продавались по всей России. В здании бумажной фабрики (зимнем флигеле), построенном в 1833 году Сергеем Николаевичем, жил Иван Сергеевич Тургенев, когда приехал в родовое имение летом 1850 года. Именно здесь были написаны рассказы «Певцы», «Свидание» и начат рассказ «Бежин луг» из сборника «Записки охотника». Охотясь в окрестностях села Тургенево, Иван Сергеевич подсмотрел сцены из крестьянской жизни, послужившие ему сюжетом для написания нескольких рассказов.

### Усадебный дом
Николай Сергеевич построил в усадьбе новый дом с мезонином, над которым возвышалась высокая готическая башня с часовым механизмом, а домик деда с соломенной крышей передал под прачечную и баню. С четырёх сторон башни был часовой циферблат с часовой и минутной стрелками, которые отбивали каждые четверть часа и количество целых часов. Часовая башня оканчивалась высоким шпилем с флюгерами, ветромером и указателем сторон горизонта. С северной стороны дома был подъезд к низкому балкону, с которого помещики вели разговоры с крепостными и принимали просьбы. Юго-западный и северо-западный углы дома были оформлены шестиугольными башенками со шпилями и сплошными готическими окнами из разноцветного стекла. Из юго-западной башни вела дверь в большой винный подвал.
Широкая парадная дверь вела в переднюю, от которой налево отходил длинный узкий коридор с рядом дверей в комнаты направо. Направо из передней вела дверь в другие комнаты. Там же была дверь на верх — в мезонин и башенные часы. Широкая и высокая дверь вела из передней в большую гостиную, восточная и южная стороны которой состояли из окон с разноцветными стёклами. Направо из гостиной вела дверь в будуар — большую комнату, соединённую дверями с другими комнатами правой стороны дома. На юг из гостиной вела полустеклянная дверь на большой балкон, с которого открывался вид на село Тургенево, луг и реку. С балкона в сад и цветник вела широкая лестница. Перед домом по направлению к реке были разбиты клумбы с разноцветными цветами, а посередине которых возвышался большой стеклянный шар.

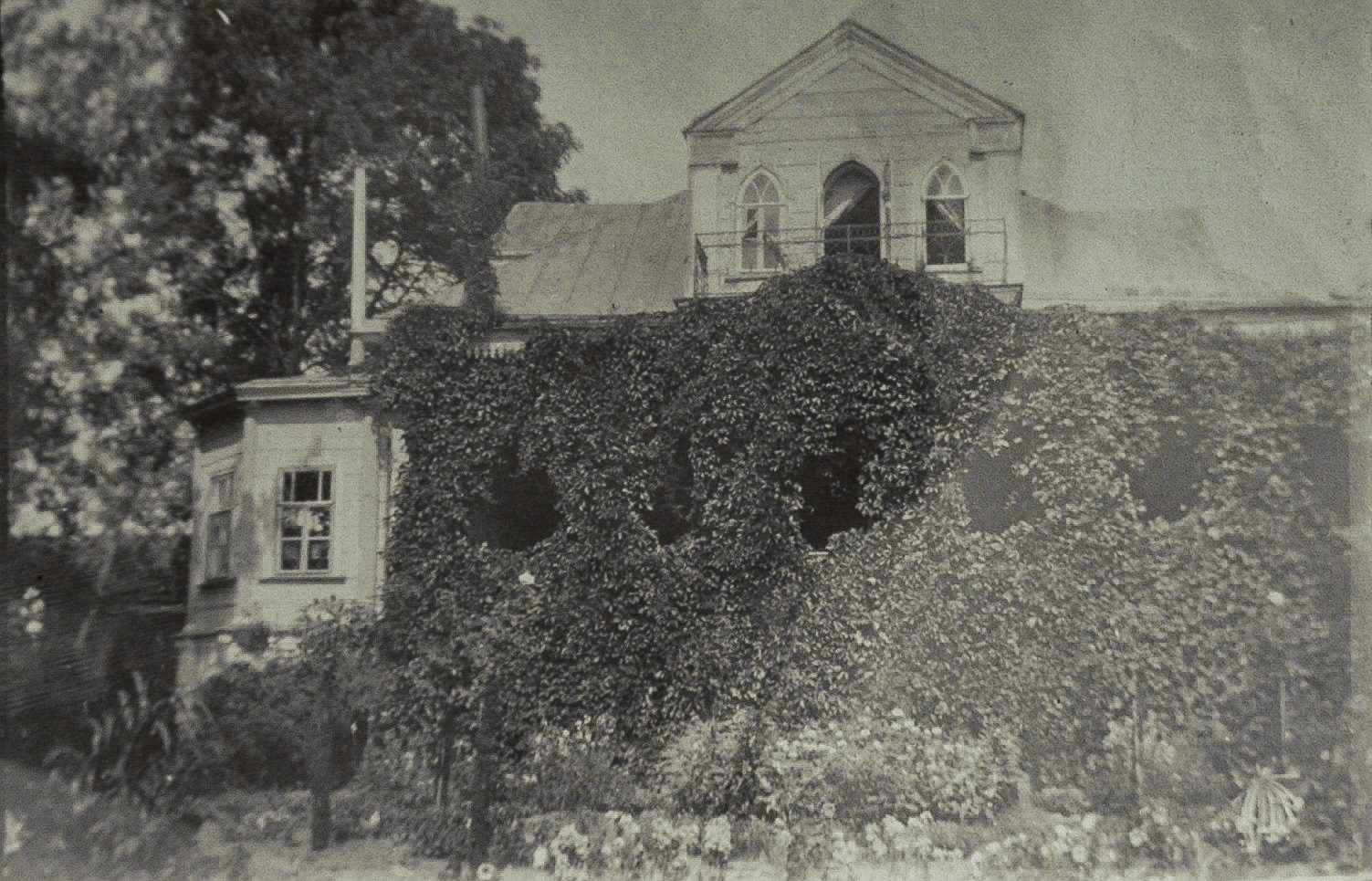
Усадебный дом в 1907 году
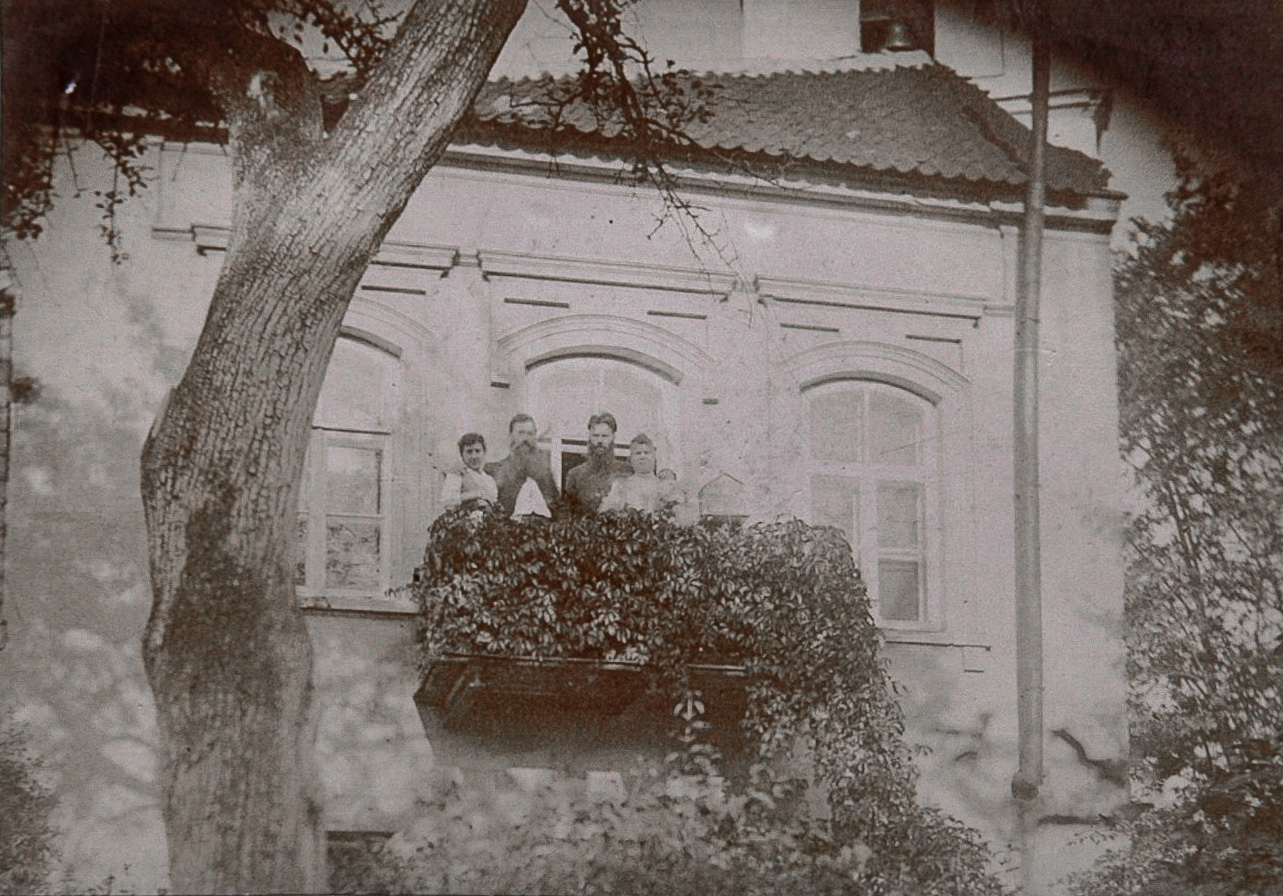
Владельцы усадьбы на балконе дома
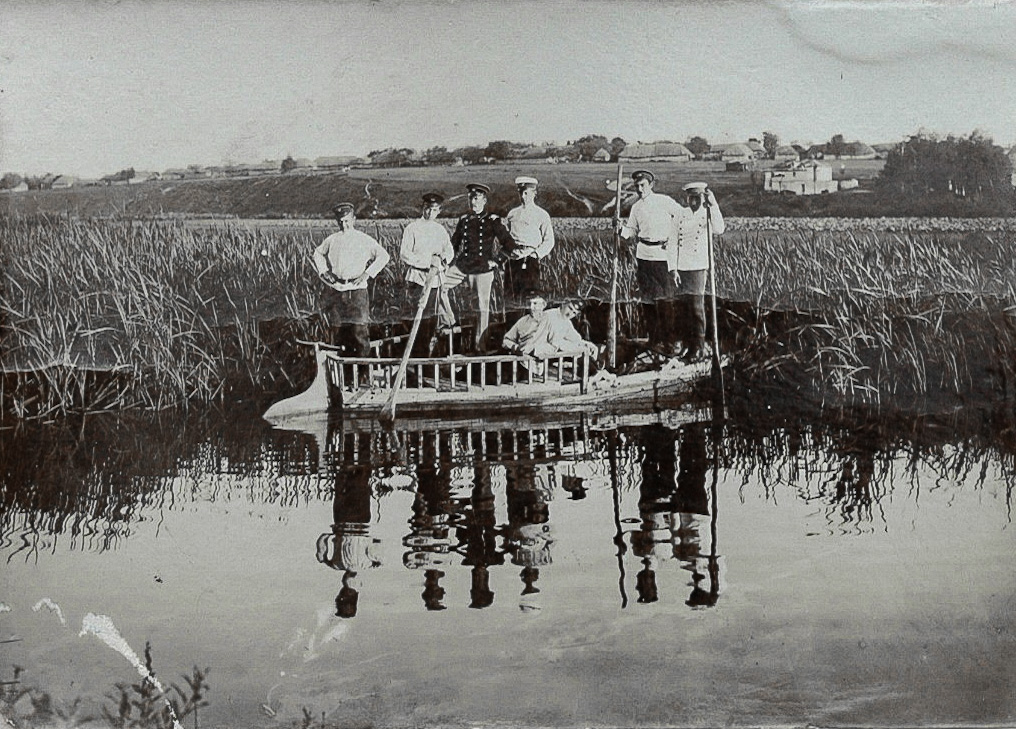
Групповой снимок на фоне усадьбы

### Усадебный парк
Со всех сторон дом окружали большие сосны, ели и клёны. Рядом с домом с востока была оранжерея с плодоносящими цитрусовыми, множеством цветов, ранними огурцами и другими овощами. К востоку и северу от оранжереи на площади 5 га был разбит плодовый сад, окаймлённый густыми старыми аллеями и разделённый такими же аллеями на три части. С восточной стороны сада на склоне холма были расположены еловые тёмные аллеи с извилистыми дорожками. Каждая аллея носила поэтическое название: аллея любви, аллея вздохов, амурная аллея и т. д.
На северной стороне сада была широкая лесозащитная полоса из высоких елей, сосен и лип и большой клумбой в южной части полосы с тремя высокими кедрами. От правого угла сада, в восточной его части, где размещался большой овощной подвал, шла сосновая аллея по направлению к кладбищу. Пространство между соснами было засажено кустами жёлтой акации, а склон горы направо от этой аллеи, спускающейся к реке, был тоже засажен соснами. От подвала по склону горы к самой реке шла берёзовая аллея. На востоке парк переходил в луг «Сажелка» и искусственным прудом для разведения карасей. От пруда к реке вела глубокая канава, по которой в весенний разлив Снежеди пруд пополнялся водой. Напротив дома, налево от дороги, располагалась дворня с конюшнями, скотными дворами, каретным сараем и людскими.

### Последующие владельцы

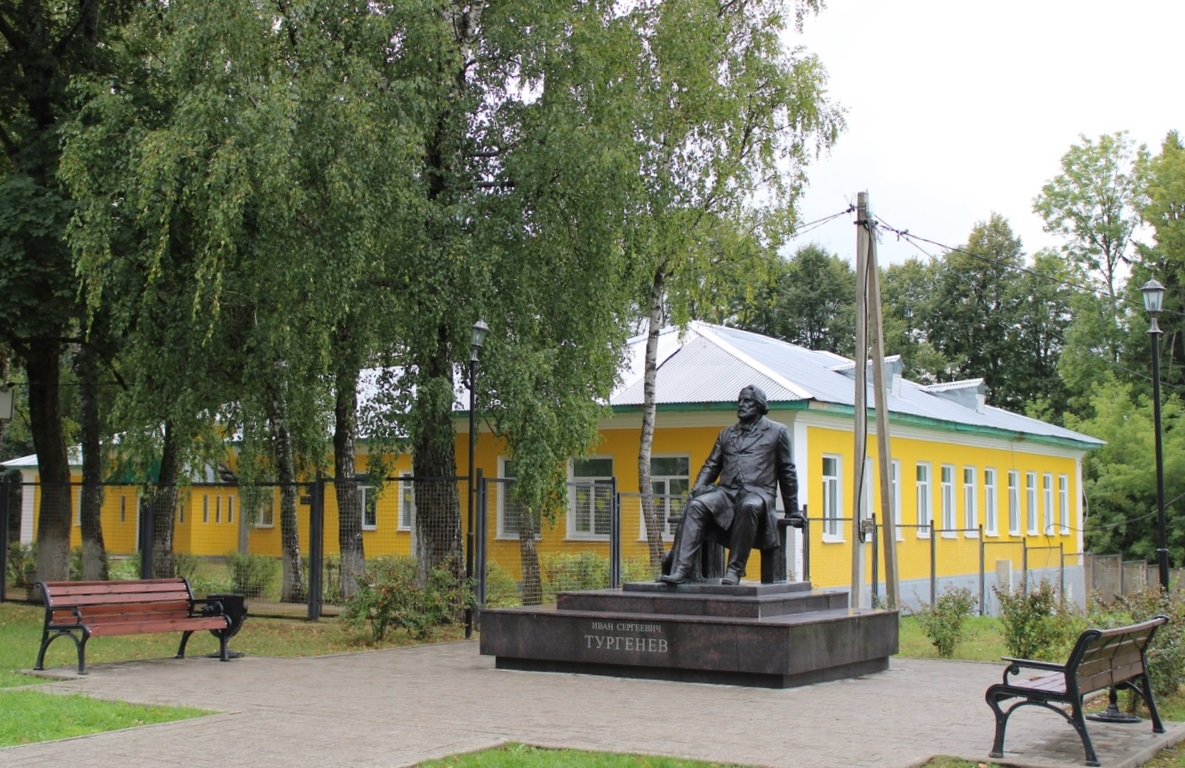
Памятник Ивану Тургеневу на фоне школы, на месте которой до 1919 года стоял усадебный дом

В 1883 году купец Михаил Анисимович Чаадаев, арендовавший в имении мукомольную мельницу, построил в селе Тургенево школу на правом берегу ручья Азоровка напротив дома священника Введенской церкви. После смерти Николая Тургенева усадьба перешла его управляющему Порфирию Константиновичу Маляревскому, а в 1886 году по духовному завещанию её унаследовала его дочь и внучатая племянница супруги Николая Сергеевича — Анна Порфирьевна Маляревская (Лауриц), оформив его в свои владения в 1895 году. Через 10 лет в 1906—1908 годы Лауриц продали все усадебные земли Крестьянскому поземельному банку, у которого эти земли были куплены (или взяты в аренду) крестьянами села Тургенево и близлежащих деревень. В 1917 году имущество барского дома было разворовано местными крестьянами, а в 1919 году деревянный дом сгорел.
Сохранившиеся усадебные постройки, сад, луг, река, парковые насаждения и мельницей впоследствии были переданы тургеневской школе, построенной в 1934 году на месте барского дома. В годы Великой Отечественной войны в здании школы размещался госпиталь. В 1973 году у здания бумажной фабрики писателю был установлен памятник. С 1983 годы на территории усадьбы проходит ежегодный литературно-песенный праздник «Песни Бежина луга».

### Музей-заповедник
От усадебного комплекса в селе Тургенево к настоящему времени сохранился парк начала XIX века, домик дворовых, каретный сарай, здание бумажной фабрики (зимнего флигеля), местность Бежин луг и храм в честь Введения во Храм Пресвятой Богородицы, в котором частично сохранились росписи художника Григория Мясоедова. В 2014 году в селе Тургенево был открыт историко-культурный и природный музей-заповедник И. С. Тургенева «Бежин луг», который сегодня является филиалом Тульского музейного объединения. В зимнем флигеле открыта музейная экспозиция, демонстрирующая картины XIX века на тему «Охотничьи сюжеты» и рабочий кабинет Ивана Тургенева. Интерактивная экспозиция представляет собой иллюстрированные планшеты, содержащие краткую информацию о рассказах, вошедших в сборник «Записки охотника», и пейзажные зарисовки русской природы. В 2022 году музей-заповедник вошёл во всероссийский культурный и просветительский туристический маршрут «Литературная страна», связанный с яркими личностями региона в области литературы.
открывался вид на село Тургенево, луг и реку. С балкона в сад и цветник вела широкая лестница. Перед домом по направлению к реке были разбиты клумбы с разноцветными цветами, а посередине которых возвышался большой стеклянный шар.

Экспонаты музея-заповедника «Бежин луг»
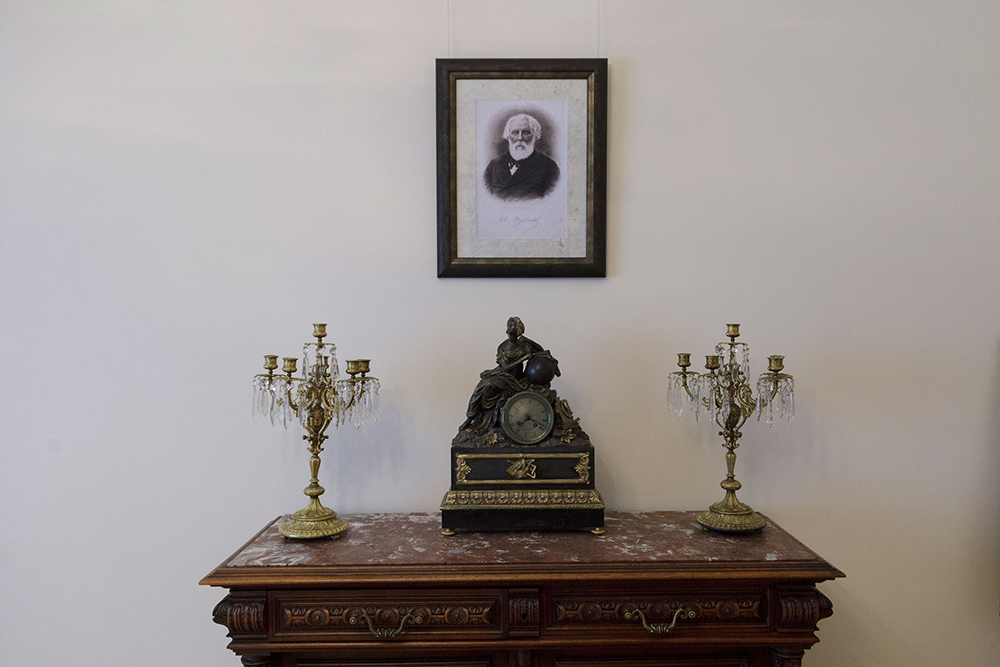
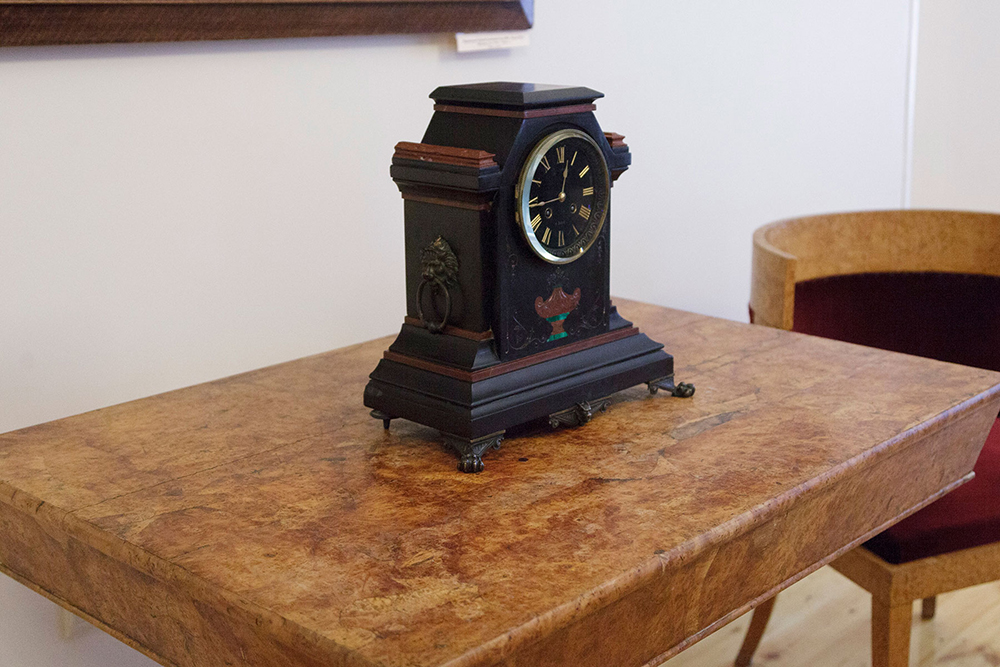
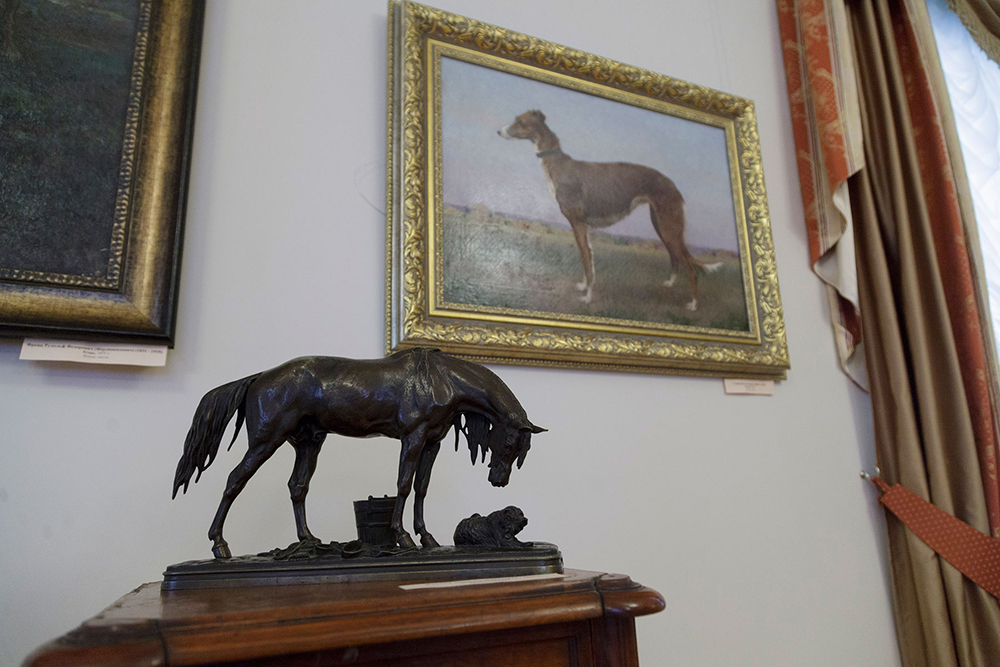